# With Me (Destiny's Child)
With Me è una canzone R&B eseguita dal gruppo statunitense delle Destiny's Child per il loro album di debutto Destiny's Child del 1998. La canzone è stata prodotta da Jermaine Dupri e Manuel Seal Jr. ed ha ricevuto un'ottima accoglienza dalla critica musicale. Secondo il gruppo "With Me" è una risposta alla canzone di Usher "You Make Me Wanna". Il brano contiene elementi della canzone si Master P "Freak Hoes".

## Il Video
Nel video, diretto da Darren Grant, Beyoncé ha le sembianze di una sirena in un ambiente acquatico, LaTavia è un genio in una stanza arancione, Kelly è una gigantessa in una città di notte mentre LeToya è una "spider-woman". Il gruppo appare insieme con indosso delle uniformi grigie in una scena, ed in rosso in un'altra sequenza. Nel video compare anche Jermaine Dupri che guarda le quattro ragazze.

## Tracce

### With Me [CD maxi single] Part 1 UK
1. With Me, Pt. 1 [Album Version]
2. With Me, Pt. 2 [Album Version]
3. With Me [Instrumental]
4. Second Nature

### With Me Pt. 2
1. With Me [Full Crew Radio Version]
2. With Me [Full Crew Revocaled Radio Version]
3. With Me Part 4 [Full Crew Main Mix W/Rap]
4. With Me Part 4 [Full Crew Main Mix No Rap]

## Remix ufficiali
1. With Me Part 1 (Instrumental)
2. With Me Part 2 (Instrumental)
3. With Me Part 2 (No Rap)
4. With Me Part 2 (Radio Edit) (feat. Master P)
5. With Me Part 3 ('With Me' Full Crew Radio Version)
6. With Me Part 3 ('With Me' Full Crew Revocaled Radio Version)
7. With Me Part 4 ('With Me' Full Crew Main Mix No Rap)
8. With Me Part 4 ('With Me' Full Crew Main Mix With Rap)
9. With Me Part 4 ('With Me' Full Crew Main Mix No Rap - Instrumental)
10. With Me Part 5 ('With Me' UK Mix With Rap) (feat. Full Crew)
11. With Me Part 5 ('With Me' UK Mix Radio Edit) (feat. Full Crew)